# 안산시 상록구의 국회의원

## 행정구역 변천
- 2002년 11월 1일 경기도 안산시 상록구 설치

## 안산시 상록구의 역대 국회의원
| 대수   | 이름           | 소속정당     | 임기                               | 선거구역                                                                                    |
| ------ | -------------- | ------------ | ---------------------------------- | ------------------------------------------------------------------------------------------- |
| 제17대 | 장경수(張炅秀) | 열린우리당   | 2004년 5월 30일 ~ 2008년 5월 29일  | 안산시 상록구 갑: 사1동, 사2동, 본오1동, 본오2동, 본오3동, 반월동                           |
| 제17대 | 임종인(林鍾仁) | 열린우리당   | 2004년 5월 30일 ~ 2008년 5월 29일  | 안산시 상록구 을: 일동, 부곡동, 월피동, 성포동, 안산동                                      |
| 제18대 | 이화수(李和洙) | 한나라당     | 2008년 5월 30일 ~ 2012년 5월 29일  | 안산시 상록구 갑: 사1동, 사2동, 사3동, 본오1동, 본오2동, 본오3동, 반월동                    |
| 제18대 | 홍장표(洪章杓) | 친박연대     | 당선 무효                          | 안산시 상록구 을: 일동, 이동, 부곡동, 월피동, 성포동, 안산동                                |
| 제18대 | 김영환(金榮煥) | 민주당       | 2009년 10월 29일 ~ 2012년 5월 29일 | 안산시 상록구 을: 일동, 이동, 부곡동, 월피동, 성포동, 안산동                                |
| 제19대 | 전해철(全海澈) | 민주통합당   | 2012년 5월 30일 ~ 2016년 5월 29일  | 안산시 상록구 갑: 사1동, 사2동, 사3동, 본오1동, 본오2동, 본오3동, 반월동                    |
| 제19대 | 김영환(金榮煥) | 민주통합당   | 2012년 5월 30일 ~ 2016년 5월 29일  | 안산시 상록구 을: 일동, 이동, 부곡동, 월피동, 성포동, 안산동                                |
| 제20대 | 전해철(全海澈) | 더불어민주당 | 2016년 5월 30일 ~ 2020년 5월 29일  | 안산시 상록구 갑: 사1동, 사2동, 사3동, 본오1동, 본오2동, 본오3동, 반월동                    |
| 제20대 | 김철민(金哲玟) | 더불어민주당 | 2016년 5월 30일 ~ 2020년 5월 29일  | 안산시 상록구 을: 일동, 이동, 부곡동, 월피동, 성포동, 안산동                                |
| 제21대 | 전해철(全海澈) | 더불어민주당 | 2020년 5월 30일 ~ 2024년 5월 29일  | 안산시 상록구 갑: 사1동, 사2동, 사3동, 본오1동, 본오2동, 본오3동, 반월동                    |
| 제21대 | 김철민(金哲玟) | 더불어민주당 | 2020년 5월 30일 ~ 2024년 5월 29일  | 안산시 상록구 을: 일동, 이동, 부곡동, 월피동, 성포동, 안산동                                |
| 제22대 | 양문석(梁文錫) | 더불어민주당 | 2024년 5월 30일 ~ 현재             | 안산시 갑: 상록구 사1동, 사2동, 사3동, 본오1동, 본오2동, 본오3동, 반월동                    |
| 제22대 | 김현(金玄)     | 더불어민주당 | 2024년 5월 30일 ~ 현재             | 안산시 을: 상록구 일동, 이동, 부곡동, 월피동, 성포동, 안산동, 단원구 고잔동, 중앙동, 호수동 |

## 같이 보기
- 안산시 상록구 갑
- 안산시 상록구 을
- 안산시의 국회의원
- 안산시 단원구의 국회의원
- 안산시 갑 (2024년 선거구)
- 안산시 을 (2024년 선거구)